# Уконкиви
У́конкиви (фин. Ukonkivi, «камень Укко»), или У́консаари (фин. Ukonsaari, «остров Укко») — небольшой скалистый остров на озере Инари, один из более 3 тысяч островов этого озера. В древности был священным местом для саамов, служил им для жертвоприношений. Остров назван именем старца Укко, одного из высших божеств в традиционной религии финнов, карел и саамов. На инари-саамском языке остров имеет название Äijih.
Находится примерно в 11 километрах к северо-востоку от посёлка Инари. Высота острова — около 30 метров, ширина и длина — 50 и 100 метров. Площадь острова — 0,004 км².
На западной стороне острова находится жертвенная пещера. В 1873 году в этой пещере английским археологом Артуром Джоном Эвансом был найден фрагмент серебряного ожерелья.
В летнее время от того берега озера, на котором находится саамский музей выставочного центра Сиида, к острову ходит круизный корабль.
Остров Уконкиви (Уконсаари) входит в список кандидатов на включение в Список объектов Всемирного наследия ЮНЕСКО в Финляндии. Национальный совет Финляндии по древностям в 1990 году представил кандидатуру острова на включение в Список по категории «Культура» по критериям III (как материальное свидетельство древней цивилизации) и VI (как объект, связанный с событиями или традициями, с идеями или верованиями).
С 2019 года лапландский туроператор Visit Inari решил отказаться от перевозки туристов на остров, однако компания Pro-Safaris не собирается отказываться от посещения острова.